# 香海大桥
香海大桥是广东省的一座跨江大桥，属于 香海高速的一部分，位于珠海市香洲区和中山市之间，跨越磨刀门水道，全长17.059公里，桥宽33.5米，于2015年12月30日开工，磨刀门主航道桥于2022年7月21日全线合龙，2022年11月6日通车。
本桥将是珠海市目前兴建桥梁中最长的一座桥梁，同时将香洲至斗门白藤湖的车程时间由原来的60分钟压缩至15分钟。同时通过以互通立交匝道的形式，渐次与西部沿海高速、广珠西线高速、江珠高速等相连，为珠海打通了“北向”“西向”新的出口。
该桥目前收费0.6元/公里，单向全程收费超过30元。同时亦有不少市民呼吁能适时降低收费，有助于更好分担其他主干道客流。